# 恋味うどん
『恋味うどん』（こいあじうどん）は、2006年12月に公開されたピンク映画作品である。R-18指定。
成人映画館での上映タイトルは『悩殺若女将 色っぽい腰つき』。

## 概要
ひょんなことから不思議系の女性を雇ったうどん屋をめぐるコメディ作品。監督はオーピー映画の新鋭監督である竹洞哲也。脚本は竹洞に数多くの脚本を提供している小松公典（作品によっては社会歳三や当方ボーカル、近藤力とも名乗る）。同監督作品に出演することが多い松浦祐也やサーモン鮭山が脇を固める。
なお、2007年にはこの作品の前日譚である『桃肌女将のねばり味』（主演：沢井真帆）が製作されている。

## ストーリー
結婚詐欺師・高田信雄（サーモン）に騙されて一文無しになってしまったデリヘル嬢の北村花子（吉沢）は、箕輪一義（なかみつ）が営んでいるうどん屋に転がり込み、この店で番田礼（松浦）と共に住み込みとして働くことを許される。花子は持ち前の明るさで振る舞い、うどん屋の人気者となる。
同じ頃、箕輪の友人である五味隆（柳）は経営している書店が思わしくなく悩む日々が続いている。妻の茜（倖田）を抱いた隆は店を閉じる決意をする。再起するべく地元を離れる隆・茜夫妻を一義は餞別を贈って見送る。一方、店で健気に働く花子は、真面目で優しい一義に惚れていた。一義もまた、明るい花子を意識するようになりだした。
ある夜、一義は一人娘の須藤幸（青山）がいる事を花子に打ち明ける。一義が幸と憲二（岡田）の結婚に強硬に反対したために、幸は家出同然に憲二と一緒になってしまったのだ。花子は一義に内緒でうどんを作り、幸と憲二に渡す。

## キャスト
- 吉沢明歩 - 北村花子
- なかみつせいじ - 箕輪一義
- 青山えりな - 須藤幸
- 岡田智宏 - 須藤憲二
- 柳東史 - 五味隆
- 倖田李梨 - 五味茜
- 松浦祐也 - 番田礼（ばんだ　れい）
- サーモン鮭山 - 高田信雄

## スタッフ
- 監督 - 竹洞哲也
- 脚本 - 小松公典
- 撮影 - 創優和
- 録音 - シネキャビン
- 編集 - フィルム・クラフト
- 現像 - 東映ラボ・テック

## 受賞
- 2006年度PGベストテン1位
- 同年度脚本賞（小松公典）
- 同年度新人女優賞（吉沢明歩）
- 同年度技術賞（創優和）